# グリゴリー・ソコロフ
グリゴリー・リプマノヴィチ・ソコロフ（(ロシア語: Григо́рий Ли́пманович Соколо́в, ラテン文字転写: Grigory Lipmanovich Sokolov、1950年4月18日 レニングラード – ）はロシアのピアニスト。

## 略歴
1950年、レニングラードで生まれた。5歳でピアノの学習を始めた。レニングラード音楽院において、7歳のときリヤ・ゼリフマンに、その後はモイセイ・ハリフィンに師事した。12歳で最初の大規模なリサイタルをモスクワで開いた。
1966年、16歳の時に第3回チャイコフスキー国際コンクールで優勝し、審査委員長のエミール・ギレリス以下、審査員の全員一致で金メダルの授与が決定されたことによって国際的な注目を浴びた。
1970年代と1980年代のソ連国内では印象深い活躍を見せていたのに対して、国外で演奏旅行を行なうことが滅多に許されなかったために、西側では名ばかりが知られた存在だった。ペレストロイカ以降の1980年代後半に、国際的な演奏活動が活発化してから、次第に現在の名声が確実なものとなった。
演奏活動と録音
これまで行なった演奏会は1000回以上に達し、ニューヨークのカーネギー・ホールやウィーンの楽友協会ホールにおける演奏などでは、しばしば批評家の熱狂的な賛辞を勝ち得てきた。レパートリーは非常に幅広く、バッハやモーツァルト、ベートーヴェン、シューマン、ショパン、ブラームス、スクリャービン、ラフマニノフ、プロコフィエフを得意とし、また、18世紀以前の作曲家、たとえばウィリアム・バードやフローベルガー、フランソワ・クープランにも意欲的に取り組んでいる。慎重に活動を続ける芸術家ではあるが、近年はフランスのレーベルを通じて発表される録音の量も増えており、2002年のパリ・リサイタルの模様は、映像監督のブリュノ・モンサンジョンによってDVDに収録され、発表された。
演奏はダイナミックなもので、左手で深いバスを響かせながら、大きな緩急を伴いながら情緒深く、しかも難曲でもミスタッチが非常に少ないのも特徴である。

## 音源
- Grigory Sokolov plays the Prelude in B minor (Bach / Siloti)
- Grigory Sokolov plays Prokofiev's 7th Sonata -1st movement
- Sokolov - Prokofiev 7th Sonata - 3. Precipitato (complete)
- Sokolov plays Scriabin, Vers la Flamme (2007 version)
- Grigory Sokolov Stravinsky Petrouchka edited a bit